# Florencia Ferret
Florencia Ferret (Ciudad de México, 28 de enero de 1974) es una actriz mexicana de cine, teatro y televisión.

## Semblanza
Florencia Ferret es nieta de los actores de cine y teatro de la época del cine de oro mexicano Encarnación Coscolla y Nicolás Rodríguez, ambos de origen español, refugiados en Cuba y posteriormente en México a causa de la Guerra Civil Española. 
Florencia comenzó su carrera a la edad de 7 años, pero al poco tiempo se retiró para dedicarse por completo a su etapa escolar, pero su pasión por la actuación la hizo retomar su carrera pocos años después y empezó a trabajar profesionalmente como actriz y modelo, tanto de pasarela como comerciales de televisión e impresos, al mismo tiempo que se dedicaba a sus estudios.
Debutó en cine con la película Policía de narcóticos y poco más tarde decidió ingresar al CEA (Centro de Educación Artística de Televisa) Para estudiar la carrera de actuación, teniendo como profesores a destacados actores y escritores, entre ellos, por mencionar solo algunos, Hugo Arguelles, Sergio Jiménez, Adriana Barraza, Juan Antonio Llanes, Rafael López Miarnau, Aurora Molina, Víctor Manuel Medina, Luis Eduardo Reyes, Miguel Galván, Gustavo Munguía, Salvador Sánchez, entre otros.

## Preparación profesional
- Centro de Educación Artística de Televisa - (Grupo Especial) Un año. - Director: Eugenio Cobo.
- Taller de Stand Up Comedy - Profesores: Gustavo Munguía y Miguel Galván.
- Taller de Perfeccionamiento Artístico - Dos años. Profesores: Sergio Jiménez y Adriana Barraza.
- Centro de Educación Artística de Televisa - Tres años. Director: Eugenio Cobo.

## Trayectoria
Telenovelas
- La esposa virgen - Alejandra
- Mujer de madera - Alba Belmont
- Niña amada mía - Gladys
- El juego de la vida - Isabel
- Cambiando el destino - Verónica
- Alcanzar una estrella II - Claudia Loredo Muriel
- La última esperanza - Nora
- Destino - Ilse
- Simplemente María - Patricia
- Destino -Ilse

Series y programas de televisión
- Como dice el dicho
- La rosa de Guadalupe
- Antibullying Otro Cielo - Ursula
- Todos Son Ángeles - Emilia
- Mujer casos de la vida real
- Al derecho y al Derbez
- La telaraña
- Tres generaciones

Filmografía
- El Valle de los recuerdos - Antonia
- El día final - Tanya
- Por mujeres como tu - Leticia
- Por Honor o por deseo - Angélica
- Impulsos asesinos - Rocío
- Grito de sangre - Leticia
- Alta tensión - María
- Más real que un sueño - Andrea
- Embrujo de rock - Bruja Ágata
- Casi el infierno - Jessica
- Inventando un crimen - Marcela
- Cambiando el destino - Verónica
- Cacería de judiciales - Carolina
- Sálvame - Claudia
- Locura que mata - Rocío
- Violación - Marisela
- Yo el ejecutor - Laura
- Policía de narcóticos - Gringa

Teatro
- El matrimonio perjudica seriamente la salud - Julia
- Tres actos mortales - July
- La jaula de las locas - Amanda
- La Bella y la Bestia - Bella
- Corona de sangre - Virgen de Lourdes
- Pinocho - Florecita
- Rumores - Teniente Ramírez
- Ante varias esfinges - Teresa
- Las tres hermanas - Irina
- La casa de Bernarda Alba - Martirio